# Río Zumel
Río Zumel
discurre al suroeste de los Picos de Urbión (provincia de Burgos, Castilla y León, España). Nace en Peña Triguera (1962 m). Pasa por terrenos de Regumiel, Duruelo, Canicosa y Quintanar donde se une al Arlanza cerca de la dehesa de Cañucar. Es el primer afluente importante del Arlanza por su margen izquierda.

## Características
- Su régimen hídrico es pluvio-nival con crecidas; en verano disminuye su caudal.

- Atraviesa terrenos del periodo Cretácico Inferior hasta llegar a Quintanar. Ya cerca de la desembocadura aflora terreno del Jurásico.

- Desde su nacimiento salva un desnivel de unos 500 metros. Ya en zona más llana ha generado una vega que se acondicionó para pastos.

- Recibe algunos arroyos y fuentes que incrementan su caudal.

- Este río durante un tramo de su trayecto es el límite entre la provincia donde discurre y la de Soria.

“Desde Belorado la línea divisoria es la izquierda del río Tirón hasta el origen, y continuando por puerto de la Demanda, monte de Tejares, origen de Najerilla, y por entre Canales y Huerta de arriba, viene a tomar el origen del rio Neila; sigue por los montes de Triguera y origen del rio Zumel, y continúa por los montes que dirigen sus aguas al Duero y al Arlanza, pasando por Cañicosa por entre Rabanera y Ontoria del Pinar, … 

[La ortografía es la del escrito original.]

## Hidrónimo
“parece corresponder con el vocablo vasco zumel “carrasco, coscoja”. 

Seguramente la base primera es el vasco zume “mimbre” (formado sobre zur y me (h) e “madera delgada”.
La voz que originó el nombre ZUMEL tuvo que ser el vasco zumeltz, de donde zumel. 
(…)

Dado el sentido fitonímico de nuestra voz geográfica, habrá que pensar que el riachuelo recibió el nombre de Zumel por la existencia de algún carrasquedo en el lugar del nacimiento o en su curso. Las circunstancias topográficas de aquellos terrenos sí se prestan a la existencia de este tipo de arbusto, pues se trata de una sierra bastante bien poblada.